# Basketball-Bundesliga 2007/08
Die Basketball-Bundesliga-Saison 2007/08 war die 42. Spielzeit der höchsten deutschen Spielklasse im Basketball der Männer. Die reguläre Saison begann am 7. Oktober 2007 und endete am 10. Mai 2008.

## Saisonnotizen
- Meister der Saison 2007/08 wurde Alba Berlin.
- Pokalsieger der Saison 2007/08 wurden die Artland Dragons aus Quakenbrück.
- Das BBL All-Star Game 2007 fand am 27. Januar 2007 vor 13.412 Zuschauern in der SAP Arena in Mannheim statt. Sieger wurde mit 104:88 der Norden. MVP wurde Julius Jenkins (Alba Berlin).
- Ab dieser Saison wurde ein Ausstattervertrag zwischen Spalding und der BBL abgeschlossen. Spalding stattete alle Großereignisse (Allstar-Day, Top4,..) aus und stellte den neuen BBL-Spielball.

## Endstände

### Hauptrunde
| #  | Mannschaft                       | Siege | Niederlagen | Punkte | Körbe     |
| -- | -------------------------------- | ----- | ----------- | ------ | --------- |
| 1  | Alba Berlin                      | 27    | 7           | 54:14  | 2766:2539 |
| 2  | Artland Dragons                  | 25    | 9           | 50:18  | 2698:2472 |
| 3  | Bayer Giants Leverkusen          | 25    | 9           | 50:18  | 2826:2674 |
| 4  | Brose Baskets                    | 23    | 11          | 46:22  | 2549:2272 |
| 5  | EWE Baskets Oldenburg            | 21    | 13          | 42:26  | 2604:2502 |
| 6  | Skyliners Frankfurt              | 21    | 13          | 42:26  | 2562:2480 |
| 7  | Telekom Baskets Bonn             | 21    | 13          | 42:26  | 2584:2505 |
| 8  | Eisbären Bremerhaven             | 19    | 15          | 38:30  | 2691:2663 |
| 9  | New Yorker Phantoms Braunschweig | 17    | 17          | 34:34  | 2551:2584 |
| 10 | Köln 99ers                       | 16    | 18          | 32:36  | 2652:2691 |
| 11 | Paderborn Baskets                | 16    | 18          | 32:36  | 2724:2708 |
| 12 | Ratiopharm Ulm                   | 16    | 18          | 32:36  | 2813:2821 |
| 13 | EnBW Ludwigsburg                 | 15    | 19          | 30:38  | 2786:2781 |
| 14 | BG 74 Göttingen                  | 13    | 21          | 26:42  | 2687:2763 |
| 15 | Walter Tigers Tübingen           | 10    | 24          | 20:48  | 2395:2619 |
| 16 | Gießen 46ers                     | 9     | 25          | 18:50  | 2548:2779 |
| 17 | TBB Trier                        | 7     | 27          | 14:54  | 2557:2814 |
| 18 | Science City Jena                | 5     | 29          | 10:58  | 2379:2705 |

Fett Finalrunde
_____ Abstiegsplatz, aber Abstieg abgewendet
_____ Absteiger
Von den beiden sportlichen Aufsteigern Cuxhaven BasCats und Giants Nördlingen stellte nur Nördlingen einen Lizenzantrag. Um den 18. Platz zu erfüllen, wurde vor der Saison eine Wildcard vergeben. Diese bekam TBB Trier, die somit trotz sportlichen Abstiegs in der Liga verblieben.

### Finalrunde
| Viertelfinale | Viertelfinale               | Viertelfinale         |   |                      | Halbfinale | Halbfinale | Halbfinale |  |  | Finale | Finale | Finale |
|               |                             |                       |   |                      |            |            |            |  |  |        |        |        |
| 1             | Alba Berlin                 | 3                     |   |                      |            |            |            |  |  |        |        |        |
| 8             | Eisbären Bremerhaven        | 0                     |   |                      |            |            |            |  |  |        |        |        |
| 8             | Eisbären Bremerhaven        | 0                     |   | Alba Berlin          | 3          |            |            |  |  |        |        |        |
|               |                             |                       |   | Alba Berlin          | 3          |            |            |  |  |        |        |        |
|               |                             | EWE Baskets Oldenburg | 1 |                      |            |            |            |  |  |        |        |        |
| 4             | Brose Baskets               | EWE Baskets Oldenburg | 1 | 1                    |            |            |            |  |  |        |        |        |
| 4             | Brose Baskets               |                       |   |                      |            |            |            |  |  |        |        |        |
| 5             | EWE Baskets Oldenburg       | 3                     |   |                      |            |            |            |  |  |        |        |        |
| 5             | EWE Baskets Oldenburg       | 3                     |   | Alba Berlin          | 3          |            |            |  |  |        |        |        |
|               |                             |                       |   | Alba Berlin          | 3          |            |            |  |  |        |        |        |
|               |                             | Telekom Baskets Bonn  | 1 |                      |            |            |            |  |  |        |        |        |
| 2             | Artland Dragons Quakenbrück | Telekom Baskets Bonn  | 1 | 1                    |            |            |            |  |  |        |        |        |
| 2             | Artland Dragons Quakenbrück |                       |   |                      |            |            |            |  |  |        |        |        |
| 7             | Telekom Baskets Bonn        | 3                     |   |                      |            |            |            |  |  |        |        |        |
| 7             | Telekom Baskets Bonn        | 3                     |   | Telekom Baskets Bonn | 3          |            |            |  |  |        |        |        |
|               |                             |                       |   | Telekom Baskets Bonn | 3          |            |            |  |  |        |        |        |
|               |                             | Skyliners Frankfurt   | 2 |                      |            |            |            |  |  |        |        |        |
| 3             | Bayer Giants Leverkusen     | Skyliners Frankfurt   | 2 | 2                    |            |            |            |  |  |        |        |        |
| 3             | Bayer Giants Leverkusen     |                       |   |                      |            |            |            |  |  |        |        |        |
| 6             | Skyliners Frankfurt         | 3                     |   |                      |            |            |            |  |  |        |        |        |

## Meistermannschaft
| Spieler | Spieler            | Spieler            | Spieler    | Spieler | Spieler  | Spieler        |
| Nr.     | Nat.               | Name               | Geburt     | Größe   | Info     | Letzter Verein |
| ------- | ------------------ | ------------------ | ---------- | ------- | -------- | -------------- |
|         |                    | Guards (PG, SG)    |            |         |          |                |
| 6       | Vereinigte Staaten | Bobby Brown        | 24.09.1984 | 188     |          |                |
| 10      | Serbien            | Aleksandar Rašić   | 13.03.1984 | 195     |          |                |
| 11      | Vereinigte Staaten | Julius Jenkins     | 10.02.1981 | 187     |          |                |
| 15      | Deutschland        | Nicolai Simon      | 03.01.1987 | 190     | DL /     |                |
| 19      | Deutschland        | Oskar Faßler       | 08.07.1988 | 198     | DL       |                |
|         |                    | Forwards (SF, PF)  |            |         |          |                |
| 5       | Deutschland        | Johannes Herber    | 17.01.1983 | 197     | A-Nat.   |                |
| 7       | Deutschland        | Philip Zwiener     | 23.07.1985 | 201     | DL       |                |
| 8       | Serbien            | Dragan Dojčin      | 22.01.1976 | 204     |          |                |
| 12      | Montenegro         | Goran Nikolić      | 01.07.1976 | 205     | A-Nat. / |                |
| 16      | Deutschland        | Yannick Evans      | 02.05.1986 | 202     | DL       |                |
| 23      | Vereinigte Staaten | Immanuel McElroy   | 25.03.1980 | 194     |          | Köln 99ers     |
| 32      | Serbien            | Aleksandar Nađfeji | 27.10.1976 | 202     |          | Köln 99ers     |
|         |                    | Center (C)         |            |         |          |                |
| 13      | Deutschland        | Patrick Femerling  | 04.03.1975 | 215     | / A-Nat. |                |
| 17      | Deutschland        | Phillipp Heyden    | 26.09.1988 | 206     | DL       |                |
| 51      | Serbien            | Mladen Pantić      | 31.07.1982 | 210     |          |                |

| Trainer     | Trainer            | Trainer          |
| Nat.        | Name               | Position         |
| ----------- | ------------------ | ---------------- |
| Montenegro  | Luka Pavićević     | Cheftrainer      |
| Deutschland | Konstantin Lwowsky | Assistenztrainer |
| Deutschland | Henning Harnisch   | Sportdirektor    |

| Legende      | Legende                        |
| Abk.         | Bedeutung                      |
| ------------ | ------------------------------ |
|              | verletzt während der Play-offs |
| (C)          | Mannschaftskapitän             |
| A-Nat.       | Nationalspieler                |
| DL           | Doppellizenzspieler            |
| Quellen      |                                |
| Ligahomepage |                                |
| Stand: 2008  |                                |

| Legende      | Legende                        |
| Abk.         | Bedeutung                      |
| ------------ | ------------------------------ |
|              | verletzt während der Play-offs |
| (C)          | Mannschaftskapitän             |
| A-Nat.       | Nationalspieler                |
| DL           | Doppellizenzspieler            |
| Quellen      |                                |
| Ligahomepage |                                |
| Stand: 2008  |                                |

Vor Saisonende verließen die Mannschaft die eingesetzten Michael Bradley, Vujadin Subotić, Slavko Stefanović und Dijon Thompson. Dem Kader gehörte ferner zu Saisonbeginn der wegen Verletzung nicht eingesetzte Goran Jeretin an.

## Führende der Mannschaftsstatistiken
Defensiv beste Mannschaft: Brose Baskets (66,8 Punkte pro Spiel)

Defensiv schlechteste Mannschaft: Ratiopharm Ulm (82.9 PpS)
Offensiv beste Mannschaft: Bayer Giants Leverkusen (83,1 PpS)

Offensiv schlechteste Mannschaft: Science City Jena (69,9 PpS)

## Führende der Spielerstatistiken
| Kategorie                | Spieler              | Team                    | Wert |
| ------------------------ | -------------------- | ----------------------- | ---- |
| Punkte pro Spiel         | Tim Black            | Paderborn Baskets       | 21,3 |
| Rebounds pro Spiel       | Jeff Gibbs           | Ratiopharm Ulm          | 9,4  |
| Assists pro Spiel        | Zack Whiting         | Bayer Giants Leverkusen | 4,6  |
| Steals pro Spiel         | Ronald Ross          | EnBW Ludwigsburg        | 1.8  |
| Blocks pro Spiel         | Michael-Malik Benton | TBB Trier               | 1,9  |
| Dreipunktewurf pro Spiel | Brendan Winters      | Bayer Giants Leverkusen | 2,6  |
| Effizienzwert pro Spiel  | Derrick Allen        | Skyliners Frankfurt     | 18,8 |

## Saisonbestmarken
| Kriterium       | Wert | Spieler                      |
| --------------- | ---- | ---------------------------- |
| Punkte          | 40   | Caleb Green (Trier)          |
| Rebounds        | 18   | Yassin Idbihi (Köln)         |
| Dreier          | 7    | Jermaine Anderson (Tübingen) |
| Assists         | 13   | Dru Joyce (Ulm)              |
| Ballgewinne     | 7    | Tony Bobbitt (Bremerhaven)   |
| Geblockte Würfe | 8    | Michael-Malik Benton (Trier) |
| Effektivität    | 41   | Matt Haryasz (Bremerhaven)   |

## Ehrungen
| Auszeichnung           | Name               | Verein                  |
| ---------------------- | ------------------ | ----------------------- |
| All-Star Game MVP      | Julius Jenkins     | Alba Berlin             |
| Spieler des Jahres     | Julius Jenkins     | Alba Berlin             |
| Bester Verteidiger     | Immanuel McElroy   | Köln 99ers              |
| Rookie of the Year     | Philipp Schwethelm | Köln 99ers              |
| Newcomer of the Year   | Bobby Brown        | Alba Berlin             |
| Bester Offensivspieler | Julius Jenkins     | Alba Berlin             |
| Trainer des Jahres     | Achim Kuczmann     | Bayer Giants Leverkusen |
| Most Likeable Player   | John Bowler        | Telekom Baskets Bonn    |
| Finals MVP             | Julius Jenkins     | Alba Berlin             |

### All-BBL Teams
- All-BBL First Team:
  - G Jason Gardner (EWE Baskets Oldenburg)
  - G Julius Jenkins (Alba Berlin)
  - F Rickey Paulding (EWE Baskets Oldenburg)
  - F Jeff Gibbs (ratiopharm Ulm)
  - C Chris Ensminger (Paderborn Baskets)

- All-BBL Second Team:
  - G Bobby Brown (Alba Berlin)
  - G Philipp Schwethelm (Köln 99ers)
  - F Immanuel McElroy (Alba Berlin)
  - F Caleb Green (Trier)
  - C Michael-Malik Benton (Trier)

## Durchschnittliche Zuschauerzahlen
| Stadt        | Besucher | Kapazität | Auslastung |
| ------------ | -------- | --------- | ---------- |
| Frankfurt    | 4.288    | 5.002     | 85,72 %    |
| Bamberg      | 6.892    | 6.800     | 101,35 %   |
| Berlin       | 6.549    | 8.861     | 73,91 %    |
| Oldenburg    | 2.968    | 3.148     | 94,27 %    |
| Bonn         | 3.423    | 3.500     | 97,80 %    |
| Köln         | 2.854    | 3.200     | 89,18 %    |
| Trier        | 3.480    | 5.900     | 58,99 %    |
| Leverkusen   | 2.841    | 3.142     | 90,42 %    |
| Quakenbrück  | 3.000    | 3.000     | 100,00 %   |
| Jena         | 2.389    | 3.000     | 79,64 %    |
| Braunschweig | 3.080    | 6.600     | 46,67 %    |
| Ludwigsburg  | 2.792    | 3.000     | 93,06 %    |
| Bremerhaven  | 3.242    | 4.795     | 67,61 %    |
| Tübingen     | 2.671    | 3.132     | 85,28 %    |
| Göttingen    | 3.024    | 3.474     | 87,05 %    |
| Gießen       | 3.256    | 4.003     | 81,33 %    |
| Paderborn    | 2.768    | 3.014     | 91,83 %    |
| Ulm          | 2.775    | 3.000     | 92,50 %    |
| Gesamt       | 3.577    | 4.254     | 84,80 %    |
| Vorjahr      | 3.455    | 4.617     | 74,84 %    |